# 2247 Hiroshima
2247 Hiroshima је астероид главног астероидног појаса чија средња удаљеност од Сунца износи 2,449 астрономских јединица (АЈ).
Апсолутна магнитуда астероида је 13,9.